# Elzerina blainvillii
Elzerina blainvillii är en mossdjursart som först beskrevs av Jean Vincent Félix Lamouroux 1816.  Elzerina blainvillii ingår i släktet Elzerina och familjen Flustrellidridae. Inga underarter finns listade i Catalogue of Life.